# Pteromalus rondanii
Pteromalus rondanii är en stekelart som beskrevs av Dalla Torre 1898. Pteromalus rondanii ingår i släktet Pteromalus och familjen puppglanssteklar. Inga underarter finns listade i Catalogue of Life.